# Kaspar Bühler
Kaspar Bühler (* 1996) ist ein Schweizer Unihockeyspieler.

## Karriere
Bühler begann seine Karriere beim UHC Thun, bei welchem er auf die Saison 2017/18 im Kader der ersten Mannschaft stand. Zuvor spielte er in der U21-Mannschaft des UHC Thun in der höchsten Spielklasse der U21-Meisterschaft.
Bühler spielte nur ein Jahr für Thun in der Nationalliga A und wechselte anschliessend zum 2.-Liga-Verein UHC Meiersmaad.